# Atypophthalmus (Atypophthalmus) taoensis
Atypophthalmus (Atypophthalmus) taoensis is een tweevleugelige uit de familie steltmuggen (Limoniidae). De soort komt voor in het Australaziatisch gebied.